# 変身 (NEWSのアルバム)
『変身』（へんしん）は、2025年8月6日に発売された日本の男性アイドルグループ・NEWSの15枚目のアルバム。

## 解説
「変身」をコンセプトに据えたアルバムで、メンバーとリスナーの変身体験をテーマに楽曲が集められ表現されている。
本作を引っ提げた全国ツアー「NEWS LIVE TOUR 2025 変身」が2025年8月9日の北海道立総合体育センター（北海きたえーる）公演を皮切りに全国8都市19公演で開催される。

## 収録内容
クレジット出典

### CD
1 - 13曲目は全形態共通で、14曲目以降が形態ごとに異なる。 
1. 変身-Prologue-［2:26］
プロデュース：☆Taku Takahashi（m-flo） / 作曲・編曲：☆Taku Takahashi（m-flo）、JUVENILE
2. 変身［2:41］
作詞：ヒロイズム、篠原とまと / 作曲：ヒロイズム / 編曲：ヒロイズム、芳賀政哉 / Orchestration by Takanobu Yabuuchi / Chorus Arrangement：佐々木久美
3. JOYER［3:02］
作詞：ヒロイズム / 作曲・編曲：ヒロイズム、☆Taku Takahashi（m-flo）
4. 第一講：「変身の前兆」-Interlude-［1:41］
プロデュース：☆Taku Takahashi（m-flo） / ナレーション：山寺宏一
5. あっちむいてほい［2:47］
作詞・作曲・編曲：ぜったくん
6. ドライアイス.zip［3:03］
作詞・作曲・編曲：ぜったくん
7. WHAT'S NEW［3:29］
作詞・作曲：Kanata Okajima、Hayato Yamamoto / 編曲：Hayato Yamamoto
8. 第二講：「選択の岐路」-Interlude-［1:09］
プロデュース：☆Taku Takahashi（m-flo） / ナレーション：山寺宏一
9. Chankapana（English Version）［4:22］
作詞：Hacchin' Maya / 作曲：her0ism / アレンジ：CHOKKAKU / English translation：Stephanie Topalian
10. ごめんあそばせ［3:40］
作詞：篠原とまと、辻村有記 / 作曲：伊藤賢、辻村有記
11. ラブとラブ［2:54］
作詞：くじら / 作曲：作曲：くじら、佐々木“コジロー”貴之 / 編曲：佐々木“コジロー”貴之 / Chorus & Body Percussion Arrangement：くじら
12. 第三講：「変身の行方」-Interlude-［1:53］
プロデュース：☆Taku Takahashi（m-flo） / ナレーション：山寺宏一
13. 君のままで［3:12］
作詞・作曲・編曲：ヒロイズム

#### 初回盤Aボーナストラック
1. タッチ［3:17］
作詞：康珍化 / 作曲：芹澤廣明 / 編曲：宮本將行 / Originally by 岩崎良美

#### 初回盤Bボーナストラック
1. HOT LIMIT（イナズマロック フェス 2024 Ver.）［2:51］
作詞：井上秋緒 / 作曲：浅倉大介 / Special Vocal：西川貴教
2. チャンカパーナ（イナズマロック フェス 2024 Ver.）［3:24］
作詞：Hacchin' Maya / 作曲：ヒロイズム / 編曲：CHOKKAKU / Special Vocal：西川貴教

#### 通常盤ボーナストラック
1. CHOIYAMA［2:08］ - 小山慶一郎
作詞・作曲・編曲：ヒロイズム
2. Cocoon［3:13］ - 加藤シゲアキ
作詞・作曲・編曲：加藤シゲアキ
3. TM［3:19］ - 増田貴久
作詞：篠原とまと / 作曲・編曲：☆Taku Takahashi（m-flo）、辻村有記

### Blu-ray/DVD

#### 初回盤A
約21分収録。
- 「変身-Prologue-」Concept Movie & Making

#### 初回盤B
約39分収録。
- イナズマロック フェス 2024
  - weeeek
  - ROOOTS
  - BLUE
  - MC
  - SUMMER TIME
  - 「生きろ」
  - 未来へ
  - HOT LIMIT
  - チャンカパーナ
  - MC
  - U R not alone

## チャート成績
初週8.7万枚を売り上げ、2025年8月18日付「オリコン週間アルバムランキング」で初登場1位となり、17作連続・通算17作目の1位を獲得。「1stアルバムからの連続1位獲得作品数」の歴代1位記録を自己更新し、「アルバム連続1位獲得作品数」も歴代単独3位から嵐と並ぶ歴代2位タイとなった。